# 杨健 (跳水运动员)
杨健（1994年6月10日—），四川泸州人，中国男子跳水运动员。

## 簡歷
2014年9月，杨健代表中国出戰韩国仁川舉行的亞洲運動會跳水比賽賽事，在男子10米跳台以526.95夺得银牌。在2014世界跳水系列賽倫敦站，他在最后一跳中选择了难度系数达到 4.1 的「向前翻腾身4周半屈体」動作，此為难度表上最大难度的動作。擁有單一跳最高分123分的世界紀錄。

## 主要比賽成績
只列出曾進入三甲的國際賽事成績：
| 年份   | 賽事                   | 項目         | 拍檔   | 成績   | 成績 |
| ------ | ---------------------- | ------------ | ------ | ------ | ---- |
| 2013年 | 跳水大獎賽馬德里站     | 10米高台     | －     | 514.10 | 亞軍 |
| 2013年 | 跳水大獎賽馬德里站     | 男雙10米高台 | 谢思埸 | 458.64 | 冠軍 |
| 2014年 | 世界跳水系列賽倫敦站   | 10米高台     | －     | 616.50 | 冠軍 |
| 2014年 | 世界跳水系列賽倫敦站   | 男雙10米高台 | 陈艾森 | 479.13 | 冠軍 |
| 2014年 | 世界跳水系列賽莫斯科站 | 10米高台     | －     | 557.80 | 亞軍 |
| 2014年 | 世界跳水系列賽莫斯科站 | 男雙10米高台 | 陈艾森 | 444.66 | 亞軍 |
| 2014年 | 跳水世界盃（上海）     | 10米高台     | －     | 543.85 | 冠軍 |
| 2014年 | 亞洲運動會跳水比賽     | 10米高台     | －     | 526.95 | 銀牌 |
| 2015年 | 世界跳水系列賽北京站   | 10米高台     | －     | 587.40 | 冠軍 |
| 2015年 | 世界跳水系列賽杜拜站   | 10米高台     | －     | 563.90 | 季軍 |
| 2015年 | 世界跳水系列賽喀山站   | 10米高台     | －     | 551.95 | 季軍 |
| 2015年 | 世界跳水系列賽倫敦站   | 10米高台     | －     | 551.95 | 亞軍 |
| 2015年 | 世界跳水系列賽溫莎站   | 10米高台     | －     | 567.25 | 冠軍 |
| 2015年 | 世界跳水系列賽溫莎站   | 男雙10米高台 | 林躍   | 433.50 | 冠軍 |